# Guntis Rozītis
Guntis Rozītis (ur. 1948) – łotewski zootechnik, wykładowca i polityk, od 2010 poseł na Sejm X kadencji. 

## Życiorys
W 1971 ukończył studia z dziedziny zootechniki w Łotewskiej Akademii Rolniczej w Jełgawie, następnie zaś uzyskiwał tamże dyplom magistra (1992) oraz profesora (2002). Jest wykładowcą Instytutu Agrobiotechnologii na Wydziale Rolnictwa Łotewskiego Uniwersytetu Rolniczego (LLU) w Jełgawie, prowadzi Centrum Hodowli Koni «Mušķi» przy Uniwersytecie. 
Przewodniczy Łotewskiemu Stowarzyszeniu Hodowców Koni Rasowych. Jest członkiem Łotewskiego Związku Rolników. Zasiadał w radzie gminy Ozolnieki, pełniąc funkcję wiceprzewodniczącego tego gremium. W wyborach w 2010 został posłem na Sejm w okręgu Semigalia, po tym jak Uldis Augulis przystąpił do pełnienia obowiązków ministra transportu w rządzie Valdisa Dombrovskisa.